# Neka mi ne svane
Chansons représentant la Croatie au Concours Eurovision de la chanson
Probudi me
(1997) Marija Magdalena
(1999)
Neka mi ne svane (en français Que l'aube ne se lève jamais) est la chanson représentant la Croatie au Concours Eurovision de la chanson 1998, à Birmingham, au Royaume-Uni. Elle est interprétée par Danijela.

## Création
La chanson Neka mi ne svane est écrite et composée par Petar Grašo, le compagnon de Danijela, et produite par Remi Kazinoti et Stipica Kalogjera. La chanson est enregistrée début 1998 au Studio Lisinski à Zagreb. Elle est interprétée pour la première fois lors de l'émission de sélection en 1998. 
En 2001, Vesna Žagar accuse Petar Grašo d'avoir plagié sa chanson K'o mirisni populjci pour la mélodie. Selon elle, Grašo reçut de Žarko Černjul une cassette audio avec ses enregistrements de démonstration, qu'il aurait ensuite utilisée et incorporée au refrain de la composition controversée. Un tribunal statue finalement que les co-auteurs de la composition sont Petar Grašo et Vesna Žagar.

## Sélection
Le 6 mars 1998, une élection a lieu pour désigner le représentant de la Croatie au Concours Eurovision de la chanson 1998. 25 chansons sont présentées, Neka mi ne svane est la 17e. Lors du vote, la chanson reçoit 165 points des juges régionaux avec une série supplémentaire de 12 points du public, remportant ainsi le concours.
Le lendemain, elle est distribuée aux stations de radio croates. Peu de temps après, la chanson sort sous forme de CD single avec une version instrumentale et une version anglaise en face B. La version anglaise intitulée Despair est écrite par Marina Mudrinić.

## Eurovision
En raison du grand nombre de pays souhaitant participer au concours, un système de relégation est introduit en 1993 pour réduire le nombre de pays pouvant concourir chaque année. La Croatie a une moyenne de points suffisamment élevée pour se qualifier pour la finale. C'est la deuxième fois que Danijela Martinović représente la Croatie, après avoir représenté la Croatie en 1995 en tant que membre du groupe Magazin.
La chanson est la première de la soirée, précédant Mia krifí evesthisía interprétée par Thalassa pour la Grèce.
Pendant la première partie de la performance, Danijela est vêtue d'un manteau sombre et, avant le dernier refrain, elle l'enlève pour révéler une robe blanche.
À la fin des votes, la chanson obtient un total de 131 points et finit à la cinquième place sur vingt-cinq participants.
Lors de la fête après l'émission, la chanson est reprise par la foule.

### Points attribués à la Croatie
| 12 points                   | 10 points                                | 8 points                               | 7 points                 | 6 points            |
| --------------------------- | ---------------------------------------- | -------------------------------------- | ------------------------ | ------------------- |
| - Macédoine - Slovénie      | - Allemagne - Israël - Malte - Slovaquie | - France                               | - Chypre                 | - Norvège - Pologne |
| 5 points                    | 4 points                                 | 3 points                               | 2 points                 |                     |
| - Belgique - Grèce - Suisse | - Pays-Bas - Turquie                     | - Estonie - Finlande - Irlande - Suède | - Portugal - Royaume-Uni | - Espagne           |